# Диборид серебра
Диборид серебра — бинарное неорганическое соединение
серебра и бора
с формулой AgB2,
кристаллы.

## Физические свойства
Диборид серебра образует кристаллы
гексагональной сингонии, пространственная группа P 6/mmm, параметры ячейки a = 0,300 нм, c = 0,324 нм,
структура типа диборида алюминия AlB2
.
При температуре 6,7 К соединение переходит в сверхпроводящее состояние
.